# Union chrétienne (Slovaquie)
L'Union chrétienne (en slovaque : Kresťanská únia, KU) est un parti politique slovaque fondé en février 2019. C'est un parti de droite conservatrice fondé sur les valeurs de la tradition judéo-chrétienne.

## Résultats électoraux

### Élections législatives
| Année | Voix            | %               | Rang            | Élus    |
| ----- | --------------- | --------------- | --------------- | ------- |
| 2020  | Au sein d'OĽaNO | Au sein d'OĽaNO | Au sein d'OĽaNO | 5 / 150 |
| 2023  | Au sein d'OĽaNO | Au sein d'OĽaNO | Au sein d'OĽaNO | 2 / 150 |

### Élections européennes
| Année | %    | Sièges | Position |
| ----- | ---- | ------ | -------- |
| 2019  | 3,14 | 0 / 14 | 9e       |
| 2024  | 0,63 | 0 / 15 | 12e      |